# Fajar Alfian
Fajar Alfian, né le 7 mars 1995 à Bandung, est un joueur de badminton indonésien spécialiste du double hommes.

## Carrière professionnelle
En 2018, il a remporté une médaille d'argent aux Jeux asiatiques de 2018 avec Ardianto.
En 2019, Il a remporté la médaille de bronze aux championnats du monde de badminton 2019 et 2022.
En février 2020, il a remporté, aux côtés de l'équipe masculine d'Indonésie, les championnats d'Asie par équipes.
Lors du tournoi suivant, il faisait partie de l'équipe indonésienne qui a remporté le championnat du monde par équipes masculines 2020.
En 2022, il est 1re mondiale senior.